# دهستان سردارآباد
دهستان سردارآباد نام دهستانی در بخش مرکزی شهرستان شوشتر، استان خوزستان در ایران است. براساس سرشماری مرکز آمار ایران در سال ۱۳۸۵، جمعیت آن ۲۳۹۳۰ نفر (۴۴۶۴ خانوار) بوده‌است.